# Pero amnicincta
Pero amnicincta là một loài bướm đêm trong họ Geometridae.